# Out of Our Heads
Out of Our Heads ist das dritte in Großbritannien und das vierte in den USA erschienene Studioalbum der Band The Rolling Stones. In den USA wurde es am 30. Juli und in Großbritannien am 24. September 1965 herausgegeben. Es ist die erste Veröffentlichung der Rolling Stones, die – mit Ausnahme des Stücks I’m Alright, das live in Großbritannien aufgenommen wurde – ausschließlich Lieder enthält, die in amerikanischen Studios aufgenommen wurden.

## Geschichte des Albums
Wie bei den Stones in diesen Jahren üblich, wurden zwei verschiedene Fassungen mit unterschiedlichen Schallplattenhüllen auf den Markt gebracht. Beide Fassungen erschienen zur Erstveröffentlichung in Mono und (elektronischem) Stereo. In Deutschland wurde 1965 ursprünglich die amerikanische Fassung veröffentlicht. Diese wurde erst 1968 durch die britische Version ersetzt. Die amerikanische Ausgabe enthält die beiden Single-Hits des ersten Halbjahres 1965, The Last Time und (I Can’t Get No) Satisfaction sowie die jeweilige B-Seite, ansonsten enthalten beide Versionen eine Sammlung von Liedern, die seit November 1964 entstanden waren.
Oh, Baby (We Got a Good Thing Going) und Heart of Stone waren bereits im Februar 1965 auf der in den USA erschienenen Zusammenstellung The Rolling Stones, Now! enthalten, die restlichen Lieder, die bei der amerikanischen Ausgabe von Out of Our Heads fehlen, wurden im November 1965 mit der nur in den USA veröffentlichten Zusammenstellung December’s Children (And Everybody’s) nachgereicht – mit demselben Cover wie die britische Fassung von Out of Our Heads.
Die Aufnahmen für die amerikanischen und deutschen Cover-Varianten stammten noch aus der Photosession mit dem britischen Photographen David Bailey zu den Alben The Rolling Stones No. 2 und 12 × 5 aus dem Jahre 1964, während für die britische Ausgabe von Out of Our Heads – und für December’s Children – der ebenfalls britische Fotograf Gered Mankowitz (auf der LP falsch geschrieben als „Gerard Mankowitz“) verantwortlich zeichnet.
Vom Erfolg des weltweiten Hits (I Can’t Get No) Satisfaction profitierend, war Out of Our Heads das erste Album der Rolling Stones, das Platz 1 der amerikanischen LP-Charts erreichte (was erst wieder 1971 mit der Veröffentlichung des Albums Sticky Fingers gelingen sollte). Das Album hielt sich 35 Wochen in den US-Charts. Ein erster Platz in den englischen Charts blieb der Band – bedingt durch den späteren Veröffentlichungstermin – erstmals verwehrt: Am 6. August hatten die Beatles ihr Album Help! veröffentlicht, und die Stones mussten sich in England mit Platz 2 begnügen. Auch in den deutschen LP-Charts kam das Album hinter den Beatles auf Platz 2.
Im Laufe des Jahres 1965 entwickelte das Songschreiberduo Jagger/Richards mehr eigenes Profil; Lieder wie Heart of Stone und  I’m Free zeigten das Potential der Band. Das neu gewonnene Selbstvertrauen dürfte auch mit der Grund dafür gewesen sein, dass Out of Our Heads die letzte Veröffentlichung der Band war, die Lieder mit dem Songwriter-Pseudonym Nanker/Phelge enthielt. Das Album war auch die letzte Langspielplatte der Band, die überwiegend Rhythm-and-Blues-Coverversionen enthielt. Mitgewirkt bei den Aufnahmen haben Ian Stewart (Piano, Marimbas), Jack Nitzsche (Orgel, Piano, Perkussion) sowie Phil Spector, der auf Play With Fire E-Bass („Zoom Bass“) spielt.
Das amerikanische Rolling-Stone-Magazin führt die US-Fassung von Out of Our Heads auf Platz 114 in seiner Liste der 500 besten Alben aller Zeiten.

## Titelliste

### UK-Fassung
Seite 1:
1. She Said Yeah (Sonny Christy/Roddy Jackson) – 1:34
2. Mercy, Mercy (Don Covay/Ronnie Miller) – 2:45
3. Hitch Hike (Marvin Gaye/William Stevenson/Clarence Paul) – 2:25
4. That’s How Strong My Love Is (Roosevelt Jamison) – 2:25
5. Good Times (Sam Cooke) – 1:58
6. Gotta Get Away (Mick Jagger/Keith Richards) – 2:06

Seite 2:
1. Talkin’ ’Bout You (Chuck Berry) – 2:31
2. Cry to Me (Bert Russell) – 3:09
3. Oh, Baby (We Got a Good Thing Going) (Barbara Lynn Ozen) – 2:08
4. Heart of Stone (Mick Jagger/Keith Richards) – 2:50 1
5. The Under Assistant West Coast Promotion Man (Nanker/Phelge) – 3:07 2
6. I’m Free (Mick Jagger/Keith Richards) – 2:24

### US-Fassung
Seite 1:
1. Mercy, Mercy (Don Covay/Ronnie Miller) – 2:45
2. Hitch Hike (Marvin Gaye/William Stevenson/Clarence Paul) – 2:25
3. The Last Time (Mick Jagger/Keith Richards) – 3:41
4. That’s How Strong My Love Is (Roosevelt Jamison) – 2:25
5. Good Times (Sam Cooke) – 1:58
6. I’m All Right (Live) (Nanker/Phelge) – 2:23 1

Seite 2:
1. (I Can’t Get No) Satisfaction (Mick Jagger/Keith Richards) – 2:25
2. Cry to Me (Bert Russell) – 3:09
3. The Under Assistant West Coast Promotion Man (Nanker/Phelge) – 3:07 2
4. Play with Fire (Nanker/Phelge) – 2:14 3
5. The Spider and the Fly (Mick Jagger/Keith Richards) – 3:38 4
6. One More Try (Mick Jagger/Keith Richards) – 1:58 5